# Faith Idehen
Faith Idehen (ur. 5 lutego 1973) – nigeryjska lekkoatletka, specjalizująca się w krótkich biegach sprinterskich, uczestniczka letnich igrzysk olimpijskich w Barcelonie (1992), brązowa medalistka olimpijska w biegu sztafetowym 4 × 100 metrów.

## Sukcesy sportowe
| Rok  | Miasto    | Zawody                     | Konkurencja        | Wynik         |
| ---- | --------- | -------------------------- | ------------------ | ------------- |
| 1992 | Barcelona | Igrzyska olimpijskie       | sztafeta 4 × 100 m | brązowy medal |
| 1992 | Hawana    | Puchar świata              | sztafeta 4 × 100 m | 3. miejsce    |
| 1993 | Buffalo   | Uniwersjada                | sztafeta 4 × 100 m | srebrny medal |
| 1994 | Victoria  | Igrzyska Wspólnoty Narodów | sztafeta 4 × 100 m | złoty medal   |
| 1994 | Londyn    | Puchar świata              | sztafeta 4 × 100 m | 1. miejsce    |

## Rekordy życiowe
- bieg na 100 metrów (stadion) – 11,27 – Lagos 16/06/1993
- sztafeta 4 x 100 metrów – 42,39 – Barcelona 07/08/1992 (rekord Afryki)